# Leptothorax tristis
Leptothorax tristis är en myrart som beskrevs av Jean Bondroit 1918. Leptothorax tristis ingår i släktet smalmyror, och familjen myror. Inga underarter finns listade i Catalogue of Life.